# Antônio Alexandrino Gaia
Antônio Alexandrino Gaia (Rio de Janeiro, 25 de novembro de 1885 — Rio de Janeiro, 15 de novembro de 1968) foi um coronel do Exército Brasileiro e comandante na Revolução Constitucionalista de 1932.

## Biografia
Antônio Alexandrino Gaia  nasceu na cidade do Rio de Janeiro, em 25 de novembro de 1885, filho de Felisdoro Gaya e de Luiza Rodrigues Gaya, falecida em 1905. Tinha os irmãos Joaquim Gaia, Pedro Gaia, Liberato Gaia e Flavia Gaia Proença.
No início de 1900 tentou ingressar na Escola Militar do Realengo, no Rio de Janeiro, mas foi considerado inabilitado. Em 8 de abril de 1901 ingressou na Escola Preparatória e de Tática do Realengo, na capital federal.
No início de 1902 ingressou na então Escola Militar do Brazil na qualidade de alferes-aluno. Em 14 de novembro de 1904 esteve implicado nos eventos de indisciplina que ocorreram naquela escola no contexto da chamada Revolta da Vacina, quando ocorreu uma série de motins pela cidade do Rio de Janeiro motivados pela indignação popular diante da violação dos direitos fundamentais dos cidadãos, a partir do momento em que Governo federal obrigou a vacinação por meio de coerção legal e física, incluindo a invasão de domicilio. Foi então excluído dos quadros do Exército, porém, foi anistiado no ano seguinte.
Em 1905, já fora do Exército, tentou entrar na Escola Politécnica do Rio de Janeiro, sendo aprovado na turma suplementar. Porém, com a anistia concedia ainda naquele ano, foi reincorporado ao Exército e prosseguiu no curso geral para o oficialato.
Em 1906 foi transferido para a Escola de Guerra de Porto Alegre, na qualidade de 1º auxiliar aluno do 5º ano. Essa mudança foi por causa da punição ao corpo discente da Escola Militar da Praia Vermelha, no Rio de Janeiro, por causa da participação dos cadetes na Revolta da Vacina, o que resultou na criação da Escola de Guerra de Porto Alegre, por meio do Decreto nº 5.698 de 2 de outubro de 1905. Concluiu o curso geral no final daquele ano e declarado aspirante-a-oficial na arma da infantaria.
Em fevereiro de 1907 foi classificado no 23º Batalhão de Infantaria.
Em 17 de dezembro de 1908 foi promovido a 2º tenente.
Entre 1907 e 1909 realizou curso especial na Escola de Artilharia e Engenharia do Rio de Janeiro.
Em setembro de 1910 foi aceito sócio do Clube Militar.
Em 1914 serviu no 3º Batalhão do 1º Regimento de Infantaria, da Vila militar do Rio de Janeiro/DF.
Em 28 de fevereiro de 1917 foi promovido a 1º tenente.
Em 24 de junho de 1921 foi promovido a capitão.
Em 1922 realizou Curso na Escola de Aperfeiçoamento para Oficiais.
Em janeiro de 1923 realizou inscrição na Escola de Estado-Maior do Exército Brasileiro, porém, semanas depois realizou trancamento da matrícula.
Em 23 de junho de 1924 foi condecorado com a Medalha Militar de Ouro, por decisão do Supremo Tribunal Militar (STM).
Na Revolução de 1924, o capitão então integrado ao 2º Regimento de Infantaria, da Vila Militar do Rio de Janeiro, combateu o levante rebelde em São Paulo, em favor do governo federal. Ainda no contexto desse conflito, entre novembro de 1925 e meados do ano seguinte, o então capitão do 3º Regimento Militar, da Praia Vermelha no Rio de Janeiro, esteve integrado à coluna militar do general João Gomes Ribeiro Filho que fez resistência aos rebeldes nos Estados da Região Nordeste do Brasil. Em julho de 1926 foi classificado na 5ª Cia do 3º Regimento de Infantaria e, poucas semanas depois,  retornou ao 2º Regimento de Infantaria,  na 11ª Cia.
Em 11 de outubro de 1928 foi promovido a major, por merecimento.
Entre 1928 e 1930 teve passagens como subcomandante do 20º Batalhão de Caçadores de Maceió, em Alagoas; novamente pelo 2º Regimento de Infantaria da Vila Militar do Rio de Janeiro e no 13º Regimento de Infantaria de Ponta Grossa, no Paraná.
Na Revolução de 1930, ocorrida em outubro daquele ano, servia como fiscal no 20º B.C. em Maceió, quando foi deflagrado o levante rebelde. À princípio, o Governador de Alagoas, Álvaro Correia Pais, ensaiou planos para a resistência, na expectativa de apoios prometidos pelo Governo Federal. Porém, o major Reginaldo comandante interino daquele batalhão disse que não mobilizaria sua tropa para a resistência alegando não ter ordens nesse sentido do comando do Exército na capital federal, afirmação que contrariava as orientações do telegrama oficial do Presidente da República que havia sido publicado no Diário Oficial autorizando a tomar todas as medidas de segurança, considerando o Estado de Sítio em vigor em todo território nacional. Com as hesitações das tropas do Exército na capital alagoana e diante da iminente invasão das tropas rebeldes vindas de Pernambuco, o governador abandonou o Palácio do Governo no dia 10 de outubro. Em 24 de outubro, após o golpe de estado consumado na capital federal, com a deposição do Presidente Washington Luís, toda a resistência das tropas governista no país foi sustada.
Em 1931, integrou o 1º Batalhão do 8º Regimento de Infantaria, em Passo Fundo, no Rio Grande do Sul. Em 4 de dezembro daquele ano foi transferido para o 3º Batalhão do 5º Regimento de Infantaria, em Lorena, em São Paulo. Ao fim daquele ano concluiu o seu curso de Estado-Maior do Exercito.
Em julho de 1932 comandava o 3º Batalhão do 5º Regimento de Infantaria do Exército, que naquela ocasião estava aquartelado na cidade de Campinas, quando em 16 de julho daquele ano, dias após a deflagração da Revolução Constitucionalista na capital paulista, recebeu ordens para levar suas tropas para o município de Cruzeiro. Foi então comissionado tenente-coronel pelo Comandante Supremo do Exército Constitucionalista, o general Bertoldo Klinger, e designado para assumir as tropas do Exército responsáveis pelas defesas na região do Túnel da Mantiqueira, situado naquele município, em substituição ao major Henrique Quintiliano de Castro e Silva, então comandante interino das tropas naquela frente de combate. Suas tropas ficaram integradas ao destacamento do coronel Antônio Paiva de Sampaio, responsável pela resistência da região de Cruzeiro. Naquela posição, por quase 60 dias enfrentou encarniçados combates contras as tropas governistas, apesar das desvantagens para as tropas constitucionalistas em número de combatentes e material bélico.
Em 25 de julho de 1932 foi convocado ao Departamento pessoal do Exército. Ao não se apresentar, foi declarado desertor, no mês de setembro.
Em 13 de setembro daquele ano, após o recuo das tropas paulistas da região de Cruzeiro para o município de Guaratinguetá, foi nomeado comandante do destacamento responsável pelas defesas no flanco esquerdo paulista, da margem norte do Rio Paraíba do Sul até o sopé da Serra da Mantiqueira. As suas tropas em Guaratinguetá eram compostas pelo 2º R.C.D., 5º R.I., uma Cia Bombeiros da Força Pública, uma Cia comandada pelo capitão Sandy, o 5º B.C.R., o 11º B.C.R. e um batalhão da Legião Negra.
Em 27 de setembro, próximo ao fim do conflito, esteve em reuniões junto a oficias da Força Pública de São Paulo para formarem consenso e pressionarem outros comandantes do Exército Constitucionalista e o próprio Governo de São Paulo para o pedido de armistício junto ao Governo Provisório de Getúlio Vargas, sob o argumento da insustentabilidade da luta. Porém, atuação do tte-cel Gaia nessas discussões foram feitas à revelia do seu comandante no setor de combate, o cel. Euclides Figueiredo, que não concordava com tratativas nesse sentido. Em 2 de outubro de 1932, prevaleceu à vontade daquele grupo de oficiais, do qual o tte-cel Gaia fazia parte, tendo eles realizado acordo em separado com os representantes do Governo Provisório Federal. Contudo, o grande desfalque nas tropas, causado pela saída da Força Pública de São Paulo das frentes de combate, pôs a termo o conflito, dada a inviabilidade das defesas. Dada a situação, o general Bertoldo Klinger se resignou e ordenou a retirada geral das tropas remanescentes, consumando a rendição do seu Exército frente ao Exército governista.
Após o conflito, permaneceu excluído dos quadros do Exército Brasileiro. Em maio de 1934 foi anistiado por decreto Presidencial, retornando efetivamente ao serviço ativo em agosto daquele ano.
Em 8 de setembro de 1934 foi promovido a tenente-coronel, por antiguidade. Na sequência, nomeado comandante do 13º Regimento de Infantaria, sediado de Ponta Grossa, no Paraná.
Entre dezembro de 1935 e outubro de 1937 o tenente-coronel comandou o 14º Batalhão de Caçadores, então sediado em Estreito São José, em Florianópolis, no Estado de Santa Catarina.
Em setembro de 1936 foi condecorado pela segunda vez com a Medalha Militar de Ouro com passadeira, por decisão do STM.
Em abril de 1937 foi classificado no Q.A., um quadro especial de carreiras para oficiais do Exército, por conta de sua participação na Revolução Constitucionalista em 1932. 
Em 8 de setembro de 1937 foi promovido a coronel, por antiguidade. Em outubro daquele ano, após solicitar passagem para a reserva, ficou adido ao Departamento de Pessoal do Exército. Em 12 de novembro passou para a reserva militar de primeira classe, com a patente de coronel do Exército Brasileiro, contando com 36 anos de serviço ativo.
Em maio de 1944, durante a Segunda Guerra Mundial, foi convocado pela junta de serviço militar da 1ª Região Militar para retornar ao serviço ativo.
Faleceu em 15 de novembro de 1968, na cidade do Rio de Janeiro. Era casado com Cacilda Guimarães Wandeck Gaya desde março de 1911, com quem teve os filhos Antonio, Iza e Maria Célia. Foi sepultado no Cemitério de Inhaúma. A Missa de Sétimo Dia foi realizada na Igreja da Santa Cruz dos Militares, na capital fluminense.
Em 1969, por meio do Decreto Municipal nº 3.358 de 06 de Janeiro, uma praça foi inaugurada com o seu nome em Campinas, em sua homenagem, município onde comandou entre 1931 e 1932 o 3º Batalhão do 5º Regimento de Infantaria do Exército.